# Vitasi
Vitasi (srbsky Витаси) jsou vesnice v západní části Srbska, administrativně spadající pod opštinu Užice ve Zlatiborském okruhu. Vesnice se nachází u hranice s Bosnou a Hercegovinou, stranou od silnice spojující město Užice v Srbsku a Višegrad v Bosně a Hercegovině. V roce 2011 zde žilo 179 obyvatel, počet obyvatel vsi od roku 1961 setrvale klesá. Obyvatelstvo je zde téměř výhradně srbské národnosti.
Stejně jako řada dalších sídel ve vyšších polohách v centrálním Srbsku i Vitasi netvoří jedno kompaktní sídlo, nýbrž jejich intravilán se volně přelévá do krajiny. Na západním okraji Vitasů začíná Přírodní park Šargan-Mokra Gora.
Vesnice je známá tím, že se v její blízkosti nachází stanice Šargan-Vitasi na bývalé Bosenské východní dráze, dnes Šarganská osmička. Natáčel se zde film Život je zázrak od Emira Kusturici. Nedaleko od vesnice se nachází pozůstatky římského vojenského tábora.